# Менил (деревня)
Мени́л — деревня в Игринском районе Удмуртии. Входит в Факельское сельское поселение.

## География
Деревня находится в 12 км к северу от районного центра — посёлка Игра.

## Улицы
Деревня состоит из одной улицы — Родниковой.

## Население
| 2010 | 2012 |
| ---- | ---- |
| 30   | ↘29  |